# بنوا میو
بنوا میو (به فرانسوی: Benoît Millot) (زاده ۱۰ ژانویه ۱۹۸۲) داور فوتبال فرانسوی است که در لیگ ۱ قضاوت می‌کند. او از سال ۲۰۱۴ داور فیفا بوده و به عنوان داور درجه دو فیفا رتبه‌بندی شده است.

## دوران داوری
میو قضاوت در لیگ ۲ را در سال ۲۰۱۰ آغاز کرد و سال بعد به لیگ ۱ ارتقا یافت. او اولین بازی خود در لیگ ۱ را در ۱۳ اوت ۲۰۱۱ بین سوشو و کان قضاوت کرد. در سال ۲۰۱۴، او در فهرست داوران فیفا قرار گرفت. او اولین بازی بین‌المللی خود را در ۲۵ مه ۲۰۱۴ بین مالی و گینه قضاوت کرد. اولین بازی او در مسابقات باشگاهی یوفا به عنوان داور در ۲۴ ژوئیه ۲۰۱۴ بود، دیداری بین باشگاه اسلوونیایی کوپر و باشگاه آذربایجانی نفتچی در دور دوم مقدماتی لیگ اروپا ۲۰۱۴-۱۵.
در سپتامبر ۲۰۱۸، میلوت در سوپرلیگ سوئیس ۱۹–۲۰۱۸ بین سنت گالن و گراس‌هاپر قضاوت کرد. میو همچنین برای قضاوت فینال جام حذفی لیگ ۲۰۱۹ بین استراسبورگ و گنگام انتخاب شد.
میو به عنوان کمک‌داور ذخیره برای جام ملت‌های اروپا فوتبال زیر ۲۱ سال ۲۰۱۷ در لهستان، از جمله فینال بین آلمان و اسپانیا، انتخاب شد. در سال ۲۰۱۹، میو به عنوان کمک‌داور ویدئویی در جام جهانی فوتبال زیر ۲۰ سال ۲۰۱۹ در لهستان انتخاب شد. بعداً در همان سال، او به عنوان کمک داور ویدیویی در جام ملت‌های آفریقا ۲۰۱۹ در مصر، از جمله فینال بین سنگال و الجزایر، و جام باشگاه‌های جهان ۲۰۱۹ در قطر، داوری کرد. در ۲۳ آوریل ۲۰۲۱، او توسط فیفا به عنوان داور ویدیویی برای مسابقات فوتبال در المپیک تابستانی ۲۰۲۰ ژاپن انتخاب شد.